# Efrén Juanes Rodríguez
Efrén Juanes Rodríguez, nacido en Nigrán, es un político gallego del PSdG, alcalde de Nigrán desde junio de 2007, hasta junio de 2011.

## Biografía
Funcionario de prisiones. En las elecciones municipales de 2007, encabezó la lista del PSOE de Nigrán, siendo elegido Alcalde.